# Marcha del Orgullo LGBT de Bogotá
La Marcha y Desfile del Orgullo LGBT+ de Bogotá es una manifestación que se celebra de forma anual en la ciudad de Bogotá, capital de Colombia, en conmemoración del Día Internacional del Orgullo LGBT.

## Historia
La primera manifestación LGBT en Bogotá ocurrió el 28 de junio de 1983 cuando un grupo de alrededor de 32 homosexuales se reunió para protestar marchando desde la Plaza de Toros de Bogotá hasta la Plazoleta de las Nieves; dicho evento es considerado por algunos autores como la primera marcha del orgullo de Colombia.
La primera marcha del orgullo LGBT de Bogotá se realizó por primera vez el 28 de junio de 1996, organizado por el Grupo Equiláteros y los activista Manuel Velandia y León Zuleta con un número reducido de participantes. Al año siguiente la marcha toma fuerza gracias a la realización de la Semana Cultural y Deportiva, creada por la organización G&L, y que se desarrolló entre el 21 y 30 de junio; dicha semana incluyó la realización de una marcha por la ciclovía de Bogotá en la que se desplegó una bandera arcoíris de 16 metros de largo por 3 metros de ancho.
Entre 2003 y 2008 la marcha se denominó «Marcha de la Ciudadanía Plena LGBT» y en 2009 y 2010 se denominaron «Marchas de las Ciudadanías Diversas». En 2019 la marcha del orgullo de Bogotá, que se desplazó por la carrera 7 desde el Parque Nacional hasta la Plaza de Bolívar, reunió a aproximadamente 90 000 personas.
Producto de la pandemia de COVID-19, la marcha del orgullo LGBT de Bogotá fue suspendida en 2020 y fue reemplazada por un evento virtual realizado el 28 de junio. Al año siguiente las marchas presenciales fueron reanudadas y se llevó a cabo el 4 de julio.